# 2e Ranger Bataljon

Het logo van het Amerikaanse 2e Ranger Bataljon

Het Amerikaanse 2e Ranger Bataljon (Engels: US 2nd Ranger bataljon) — bijgenaamd de Second Rangers — is de naam van twee Ranger bataljons. Het eerste bataljon was een van de zes deelnemende ranger bataljons in de Tweede Wereldoorlog. Het tweede bataljon werd gevormd in 1974 toen het bataljon opnieuw gevormd werd. Tegenwoordig vecht dit bataljon onder het US 75th Ranger Regiment.

## Geschiedenis
Het bataljon wordt op 1 april 1943 gevormd in Camp Forrest, Tennessee. In september 1943 werd het bataljon officieel geactiveerd en werd het naar Groot-Brittannië verscheept om deel te nemen aan Operatie Overlord (tezamen met het US 5th Ranger bataljon).
Op 6 juni 1944 landden er drie compagnieën bij Pointe du Hoc (Dog, Easy en Fox). Het doel van de landing was het uitschakelen van een Duitse batterij van 6 155mm kanonnen. De 225 man wisten, ondanks zware tegenstand, de kliffen omhoog te klimmen en een verdedigbare positie in te nemen. Eenmaal boven bleek echter dat de Duitse artillerie weggehaald was. Snel werden enkele patrouilles uitgestuurd die de batterij konden lokaliseren, waarna hij uitgeschakeld werd. Hierna hielden Dog, Easy en Fox-compagnie nog stand tot de volgende dag, toen eindelijk versterkingen arriveerden. De totale sterkte van de drie compagnieën bedroeg op dat moment nog slechts 90 man. De rest van het bataljon (de compagnieën Able, Baker en Charlie) landden met de US 5th Rangers, de Amerikaanse 1e Infanteriedivisie en de Amerikaanse 29e Infanteriedivisie op Omaha Beach. Ondanks hun grote verliezen wisten deze compagnieën hun D-Day doelen te behalen en werden later nog ingezet in de Slag om het Hürtgenwald en de Slag om Brest. Na de oorlog werd het bataljon opgeheven.
In 1974 werd het bataljon opnieuw gevormd als elite eenheid. In 1984 werd de eenheid veranderd in een Special Forces eenheid, en werd het het tweede bataljon van het 75e Ranger Regiment.